# Gunnar Nordström
Gunnar Nordström, né le 12 mars 1881 à Helsingfors (grand-duché de Finlande) et décédé le 24 décembre 1923 à Helsinki) est un physicien théorique finlandais suédophone. Il est surtout connu pour sa théorie de la gravitation concurrente de la relativité générale. Plusieurs auteurs le surnomment « l'Einstein finlandais » à cause de ses recherches innovatrices dans des domaines semblables et à l'aide de méthodes semblables à Albert Einstein,.

## Biographie

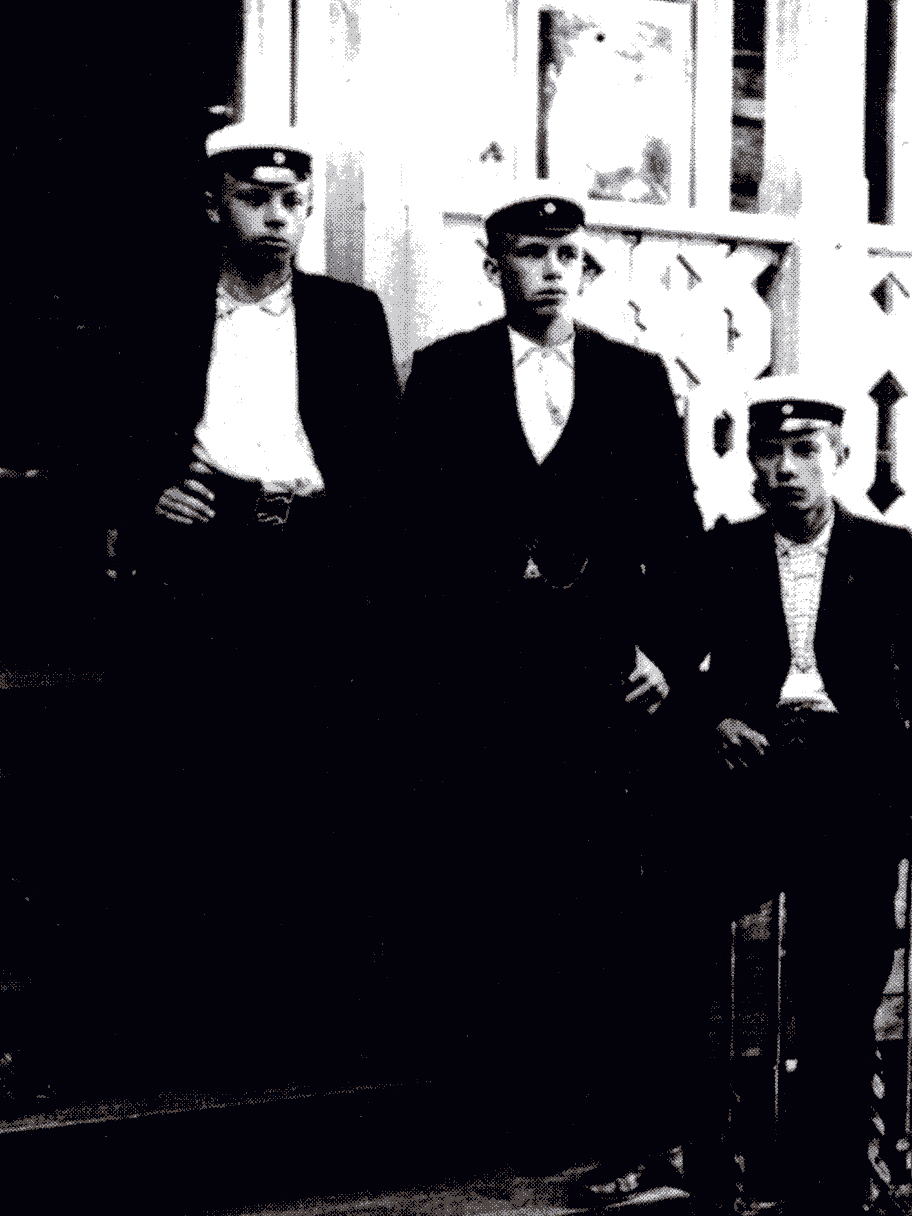
Une photo prise à Helsingfors en 1900 de trois diplômés de niveau secondaire, Gunnar Nordström est à la gauche.

Nordström est diplômé de niveau secondaire du Brobergska Skolan à Helsingfors en 1899. Par la suite, il étudie le génie mécanique à l'institut polytechnique d'Helsingfors, plus tard renommé « université technologique d'Helsinki et maintenant partie de l'université Aalto. Pendant ses études, il développe un intérêt pour des notions plus théoriques. Après l'obtention de son diplôme, il complète une maîtrise en science naturelle, mathématiques et économie à l'université d'Helsingfors (1903-1907).
Nordström se rend ensuite à Göttingen en Allemagne, où il est recommandé pour étudier la chimie physique. Cependant, il perd rapidement le désir d'étudier dans ce domaine et se réoriente vers l'électrodynamique, un domaine où l'université de Göttingen est réputé à cette époque. Il retourne en Finlande, où il complète sa thèse doctorale à l'université d'Helsinki en 1910 et y devient guide enseignant. Quelque temps plus tard, il est fasciné par le nouveau et très actif domaine de la gravitation et désire se rendre aux Pays-Bas pour travailler en collaboration avec Hendrik Lorentz, Paul Ehrenfest et Willem de Sitter. Nordström se rend à Leyde en 1916, en pleine Première Guerre mondiale, pour travailler avec Paul Ehrenfest grâce à son passeport russe. Il y rencontre une étudiante en physique, la Néerlandaise Cornelia van Leeuwen, avec laquelle il aura plusieurs enfants. Après la guerre, il refuse un poste de professeur à l'université de Berlin (poste qui sera pris par Max Born), dans le but de retourner en Finlande en 1918, devenue indépendante, et d'occuper le premier poste de professeur en physique et plus tard en mécanique de l'université technologique d'Helsinki.
L'une des raisons du succès de Nordström est sa capacité à appliquer les notions de géométrie différentielle à la physique, une approche novatrice qui servira également Albert Einstein alors qu'il développe la relativité générale. Très peu de scientifiques finlandais de cette époque, l'exception notable étant Ernst Lindelöf, sont capables d'appliquer efficacement ce nouvel outil analytique.
Nordström est mort en décembre 1923, à l'âge de 42 ans, d'anémie pernicieuse. C'est peut-être la conséquence d'une exposition à des substances radioactives. Il s'y intéressait sur la base de l'hypothèse, invalidée depuis, que ces substances pouvaient avoir des effets bénéfiques sur la santé humaine. Parmi ses publications, l'une de 1913 documente les mesures du « pouvoir radioactif d'émancipation » de différents cours d'eau et d'eaux souterraines en Finlande,. Il a aussi procédé à des expériences sur des matériaux radioactifs et pris des bains saunas finlandais qui utilisent des eaux riches de source riches en radium.

## Contributions théoriques
Pendant son passage à Leyde, Nordström résout les équations de champ pour les corps sphériques électriquement chargés de façon symétrique, prolongeant ainsi les résultats de Hans Reissner pour une charge ponctuelle. La métrique pour une masse ponctuelle chargée électriquement et sans rotation est connue aujourd'hui sous le nom de « métrique de Reissner-Nordström ». Nordström a maintenu une correspondance suivie avec les plus grands physiciens de l'époque, dont Niels Bohr et Albert Einstein. Par exemple, les efforts de Bohr ont permis à Nordström de circonvenir la censure russe en Finlande sur les documents émanant de l'Allemagne, ce pays étant à l'époque un grand-duché de l'Empire russe.
Les travaux pour lesquels Nordström est probablement le mieux connu de son vivant sont ses deux théories scalaires de la gravitation : la première en 1912,, ; la seconde dès l'année suivante,,. Celle-ci est pendant plusieurs années considérée comme concurrente de la relativité générale d'Albert Einstein, publiée en 1915. En 1914, Nordström introduit une dimension spatiale supplémentaire à sa théorie, qui permet de la coupler à l'électromagnétisme. C'est la première théorie à introduire une dimension supplémentaire (voir par exemple théorie des cordes). C'est seulement dans les années 1920 que Kaluza et Klein introduisent leur théorie à cinq dimensions. La théorie de Nordström est tombée dans l'oubli pour deux raisons probables : elle a été partiellement publiée en suédois et Einstein a seulement fait référence aux travaux de Kaluza. Au début du XXIe siècle, les théories physiques qui introduisent des dimensions supplémentaires sont explorées et débattues. Des chercheurs tentent de concevoir des expériences pour les valider expérimentalement.
La théorie de la gravitation proposée par Nordström sera jugée moins complète que celle d'Einstein car elle ne pouvait prédire la courbure de la trajectoire de la lumière, laquelle sera observée pendant l'éclipse solaire de 1919. Nordström et Einstein sont des rivaux amicaux, collaborant sur différents sujets. Nordström admire publiquement Einstein. Il le démontre à deux reprises en le proposant pour le prix Nobel de physique pour sa théorie de la relativité générale. Einstein n'a jamais reçu de prix Nobel pour cette théorie (il l'a reçu pour ses explications de l'effet photoélectrique qui ont mené à la reconnaissance de la mécanique quantique), puisque les premières preuves expérimentales présentées en 1919 étaient sujettes à caution et la communauté scientifique était encore divisée et ne comprenait pas encore l'essentiel du modèle mathématique complexe qu'Einstein, Nordström et d'autres avaient développé. La théorie scalaire de Nordström est au début du XXIe siècle surtout utilisés pour introduire pédagogiquement la théorie de la relativité générale
Aujourd'hui, les travaux de Nordström sont peu connus, y compris en Finlande. Cependant, après sa mort, un certain nombre de physiciens et de mathématiciens finlandais ont pris du temps pour explorer la relativité générale et la géométrie différentielle, probablement en signe de reconnaissance pour les travaux de Nordström.

## Publications
Nordström a publié 34 articles dans différentes langues, dont l'allemand, le néerlandais, le finnois et le suédois. Il est probablement le premier Finlandais à avoir écrit sur la relativité en finnois.
- (de) Die Energiegleichung für das elektromagnetische Feld bewegter Körper, 1908 (thèse doctorale) ;
- (fi) Rum och tid enligt Einstein och Minkowski, 1909 : article publié dans une série de lettres publiées par la Société finlandaise de science et lettres : Öfversigt af Finska Vetenskaps-Societetens Förhandlingar ;
- [Nordström 1912] (de) « Relativitätsprinzip und Gravitation », Physikalische Zeitschrift, vol. 13,‎ 1912, p. 1126-1129 (OCLC 1238033024) : première théorie de la gravitation[6],[7] ;
- [Nordström 1913] (de) « Zur Theorie der Gravitation vom Standpunkt der Relativitätsprinzip », Annalen der Physik, vol. 347 (4e série, vol. 42), no 13,‎ 16 octobre 1913, p. 533-554 (OCLC 5155352759, DOI 10.1002/andp.19133471303, Bibcode 1913AnP...347..533N, lire en ligne  [PDF]) : seconde théorie de la gravitation[6],[12] ;
- (de) Träge und Schwere Masse in der Relativitätsmechanik, Annalen der Physik, 1913 ;
- (de) Über die Möglichkeit, das Elektromagnetische Feld und das Gravitationsfeld zu vereiningen, Physikalische Zeitschrift, 1914
- (fi) Zur Elektrizitäts- und Gravitationstheorie, Öfversigt, 1914 ;
- (fi) Über eine mögliche Grundlage einer Theorie der Materie, Öfversigt, 1915 ;
- (de) Een en ander over de energie van het zwaarte krachtsveld volgens de theorie van Einstein, 1918.

### Citations originales
1. ↑  (en) « radioactive emancipation power »